# Mönsterås (đô thị)
Đô thị Mönsterås (tiếng Thụy Điển: Mönsterås kommun) là một đô thị ở hạt Kalmar của Thụy Điển. Thủ phủ là thị xã Mönsterås. Dân số thời điểm 31 tháng 12 năm 2000 là 13227 người.